# Пшелай-Чепецький
Пшелай-Чепецький (пол. Przełaj Czepiecki) — село в Польщі, у гміні Сендзішув Єнджейовського повіту Свентокшиського воєводства.
Населення — 75 осіб (2011).
У 1975-1998 роках село належало до Келецького воєводства.

## Демографія
Демографічна структура на день 31 березня 2011 року:
|          | Загалом | Допрацездатний вік | Працездатний вік | Постпрацездатний вік |
| -------- | ------- | ------------------ | ---------------- | -------------------- |
| Чоловіки | 43      | 6                  | 30               | 7                    |
| Жінки    | 32      | 5                  | 13               | 14                   |
| Разом    | 75      | 11                 | 43               | 21                   |